# Columbo: Mord nach Termin
Mord nach Termin (Originaltitel: Agenda for Murder) ist eine erstmals auf ABC gesendete Episode der Kriminalfilm-Reihe Columbo aus dem Jahr 1990. Die deutschsprachige Erstausstrahlung der dritten Folge der neunten Staffel folgte 1991 auf RTL plus. Der irisch-US-amerikanische Schauspieler Patrick McGoohan, der zum dritten Mal in der Reihe auch Regie führte, verkörpert als Staranwalt Oscar Finch den Gegenspieler von Inspektor Columbo, dargestellt von Peter Falk.

## Handlung
Der renommierte Strafverteidiger Oscar Finch hat große Ambitionen, Generalstaatsanwalt zu werden. Dabei möchte ihm sein langjähriger Wegbegleiter, der Kongressabgeordnete Paul Mackey, behilflich sein, der zum Stellvertreter von Gouverneur und Präsidentschaftskandidat Montgomery ernannt wurde. Finch wird vom korrupten Geschäftsmann Frank Staplin zu einem nächtlichen Treffen gedrängt. Beide kennen sich von einem viele Jahre zurückliegenden Vorfall, als Staplin in Konflikt mit dem Gesetz kam und von Finch mit unlauteren Methoden vor einer Gefängnisstrafe bewahrt wurde. Bei der Unterschlagung eines wichtigen Beweisstückes half auch der damalige Bezirksstaatsanwalt Mackey. Vor der heiklen Zusammenkunft trifft Finch einige Vorbereitungen, die bei der Verschleierung des geplanten Verbrechens helfen sollen: In seinem Büro verbrennt er eine Zigarre, damit der Stummel auf einen Raucher als Gast verweist. Ferner entzündet er Schießpulver aus einer Patrone seiner Waffe, um Schmauchspuren an der Hand zu imitieren. Daraufhin macht er sich zu Fuß auf den Weg zu Staplins Haus, damit sein Wagen dort nicht gesehen wird. Staplin steckt erneut in Schwierigkeiten und fordert anwaltliche Unterstützung. Während des Gesprächs droht er damit, den früheren Skandal an die Öffentlichkeit zu bringen. Finch sieht seine Karriere gefährdet und erschießt den Erpresser. Anschließend präpariert er den Tatort, sodass alle Umstände auf Selbstmord hindeuten.
Am nächsten Morgen sind die polizeilichen Ermittlungen in Staplins Haus im Gange. Columbo stört die Tatsache, dass sich getrocknetes Blut auf dem Boden unter der Pistole befindet. Darüber hinaus hat Staplin seiner Ehefrau unmittelbar vor dem Suizid handschriftliche Witze in ein Hotel nach Hawaii gefaxt, aber erst eine von zwei Seiten abgeschickt – ein Verhalten, das nicht auf Ausweglosigkeit schließen lässt. Zudem findet der Inspektor heraus, dass Finch die letzte Person war, die Staplin von seinem Telefon aus angerufen hat. Er sucht den Anwalt in dessen Kanzlei auf und entdeckt eine nicht feucht gewordene Stelle auf dem zugehörigen Parkplatz, obwohl es in der Nacht geregnet hat. Der viel beschäftigte Finch behauptet, dem am Telefon verstört wirkenden Opfer nie persönlich begegnet zu sein. Stattdessen habe er danach einen anderen Klienten im Büro empfangen, dessen Namen er aufgrund der Verschwiegenheitspflicht nicht verraten darf.
Columbo erfährt von der Bekanntschaft zwischen Finch und Mackey. Die Befragung des Politikers führt zunächst zu keinen neuen Erkenntnissen. Als der Inspektor offiziell von einer Morduntersuchung spricht, kann Mackey eine gewisse Nervosität nicht länger verbergen. Er berät sich deshalb mit Finch, der seinem aufgebrachten Kameraden nun die Wahrheit berichtet und ihn außerdem dem Inspektor gegenüber als Alibi für die Mordnacht präsentiert. In einer chemischen Reinigung versucht Columbo derweil, den kürzlich getragenen Anzug von Finch als Beweisstück sicherzustellen, kommt jedoch zu spät. Dennoch stellt er fest, dass die Hosenbeine faltig sind und die Kleidung demnach im Regen getragen worden sein muss. Später stellt er den möglichen Tathergang in Finchs Büro nach und untermauert in Gegenwart des Anwalts seine Zweifel an einem Suizid. Die Waffe müsse mit erheblicher Verzögerung auf den Boden gefallen sein, da sie selbst keine Blutspuren aufweist. Am Abend der Präsidentschaftsvorwahl bittet der Inspektor Mackey um eine private Unterredung und setzt ihn unter Druck. Er wisse von den lange zurückliegenden Ereignissen, in die der Abgeordnete, Finch und Staplin involviert waren. Mackey solle für seinen Freund keinen Meineid schwören.
Auf der nachfolgenden Wahlparty treffen Columbo und Finch ein weiteres Mal aufeinander. Der Inspektor kündigt an, den Fall noch am selben Tag zum Abschluss zu bringen. Er hält Finch für den Mörder und schildert seine Schlussfolgerungen: Finch müsse nach der Tat von Staplins Haus zurück zu seinem Büro gelaufen sein, nachdem der Regen bereits eingesetzt hatte. Bevor er mit dem Wagen nach Hause fuhr, hatte der Niederschlag wieder aufgehört, was den trockenen Boden unter dessen Wagen erkläre. Da es nur eine solche Fläche gibt, kann Mackey nicht mit einem weiteren Fahrzeug zur nächtlichen Konsultation eingetroffen sein, wie ursprünglich von ihm behauptet. Finch bezeichnet Columbos Ausführungen als reine Mutmaßungen und verlangt einen Beweis für die tatsächliche Anwesenheit am Tatort. Anhand des Zahnschemas kann der Inspektor schließlich nachweisen, dass Finch dort gewesen sein muss. Dieser hatte seiner Wesensart folgend in ein Stück Käse gebissen, das auf Staplins Schreibtisch lag. Zwecks Abgleich hatte Columbo zuvor einen benutzten Kaugummi aus Finchs Mülleimer entnommen. Er bezieht sich dabei unter anderem auf den Fall des Serienmörders Ted Bundy, der ebenfalls durch Bissspuren überführt werden konnte.

## Produktion
Auf Wunsch von Peter Falk wurde der von ihm geschätzte Patrick McGoohan als Gaststar und Regisseur der im Dezember 1989 gedrehten Episode engagiert. Wie bei seinen bisherigen Engagements stellte sich McGoohan hinter der Kamera auch hier als äußerst launischer Tyrann heraus. In aller Regel lehnte McGoohan die Wünsche und Vorschläge der anderen Crewmitglieder in größtmöglich herablassender Manier ab. Besonders zu leiden hatte Kameramann Robert Sheaman, der bisher alle Episoden der 8. und 9. Staffel gedreht hatte. McGoohan wollte schon zu Beginn seinen eigenen Kameramann Jack Priestley installieren, mit dem er bereits 1974 die Episode Des Teufels Corporal drehte. Zur Hälfte der Dreharbeiten ließ er folglich den bisherigen Kameramann Sheaman durch Priestley ersetzen, der fortan auch die restlichen Episoden der neunten Staffel drehte. Auch wenn McGoohans Schauspiel herausragend war, hatte er ein weiteres Mal verbrannte Erde zwischen sich und dem restlichen Team hinterlassen.

## Besetzung und Synchronisation
Die deutschsprachige Synchronfassung entstand bei der Alster Studios Synchron.
| Figur                  | Darsteller         | Deutscher Sprecher   |
| ---------------------- | ------------------ | -------------------- |
| Lieutenant Columbo     | Peter Falk         | Klaus Schwarzkopf    |
| Gaststars              |                    |                      |
| Oscar Finch            | Patrick McGoohan   | Wolfgang Draeger     |
| Paul Mackey            | Denis Arndt        | Harald Pages         |
| Frank Staplin          | Louis Zorich       | Franz-Josef Steffens |
| Mrs. Finch             | Penny Fuller       |                      |
| Sergeant George Kramer | Bruce Kirby        |                      |
| Louise                 | Anne Haney         | Verena Wiet          |
| Tim Haines             | Stanley Kamel      |                      |
| Toby Ritt              | Steven Ford        |                      |
| Gouverneur Montgomery  | Arthur Hill        | Henry Kielmann       |
| Weitere Darsteller     |                    |                      |
| Fahrer der Wäscherei   | Michael Goldfinger | Eberhard Haar        |
| Amir                   | Shaun Toub         | Hans Sievers         |
| Rebecca Christy        | Annie Stewart      |                      |
| Diane                  | Carol Barbee       | Pia Werfel           |
| 1. Sicherheitsbeamter  | Peter Allas        |                      |

## Rezeption
Die Fernsehzeitschrift TV Spielfilm vergab eine positive Wertung (Daumen hoch): „Kater Columbo jagt wieder Mördermäuse. […] Als Regisseur lieferte Patrick McGoohan eine prima Leistung ab.“
Der Autor Michael Striss wertete mit zwei von vier Sternen (durchschnittlich). Er zog einen Vergleich zu den früheren Auftritten des Gegenspielers und bemängelte die schwache Auflösung: „Patrick McGoohan tritt wiederum in Personalunion als Regisseur und Mörder an. Obwohl auch diesmal mit einem Emmy belohnt, wirkt der nunmehr graubärtige und bebrillte Star längst nicht mehr so kraftvoll und gefährlich wie einst, als er noch sein scharf geschnittenes Gesicht glattrasiert präsentierte. Auch seine Überführung als Täter durch den Biss in den Käse ist eine eher dürftige Idee.“
Peter Falk erhielt 1990 seinen vierten und letzten Emmy in der Kategorie Outstanding Lead Actor In A Drama Series. McGoohan nahm im selben Jahr zum zweiten Mal nach 1975 (seinerzeit für Des Teufels Corporal) einen Emmy in der Kategorie Outstanding Guest Actor In A Drama Series in Empfang.